# Ecaterina Pitiș
Ecaterina Pitiș (n. 1 decembrie 1882, Brașov – d. 14 ianuarie 1963, Brașov) a fost o poetă română. A publicat poezii originale și traduceri din autori străini în reviste precum Convorbiri literare, Luceafărul, Ramuri etc.

## Biografie
A fost fiica avocatului Nicolae Pitiș și a Reveicăi (născută Din). A absolvit Școala Medie de Contabilitate din Brașov. Până la pensionare a fost funcționară la diferite firme particulare din Brașov.

## Activitate publicistică
A fost o participantă activă la viața cultural-literară brașoveană. Ecaterina Pitiș a colaboat la Brașovul literar și artistic, Convorbiri literare, Țara Bîrsei, Sămănătorul (1905-l907), Luceafărul, Neamul românesc literar, Ramuri, Gazeta Transilvaniei, Gîndirea, Cele trei Crișuri, Ritmuri, Prometeu, Cosînzeana, Drum drept, Gînd românesc, Transilvania, Viața Românească, Cuget clar, Năzuința, Patria, la care deține rubrica „Icoane fugare”.

## Activitate literară
Debutul editorial l-a avut în anul 1909 cu volumul Poezii. Opera sa se încadrează în curentul Sămănătorist. Poezia sa reunește versuri de factură diferită(sonete, elegii, idile, pasteluri, romanțe, cântece-unele de influență populară). Creația sa cunoaște influențe dinspre Eminescu, Coșbuc, cultivând, în esență, o poezie a aducerilor aminte, sentimentală și idilică. Câteva poezii reprezentative pentru opera sa sunt: Seara, Povești, În zadar, Dor, Sonet, Cîntec, Cît aș da, Nucul', acestea evocând motive literare precum copilăria, satul, bunica, „căsuța cu pridvor”, nucul etc.